# نظرية كولب التعليمية

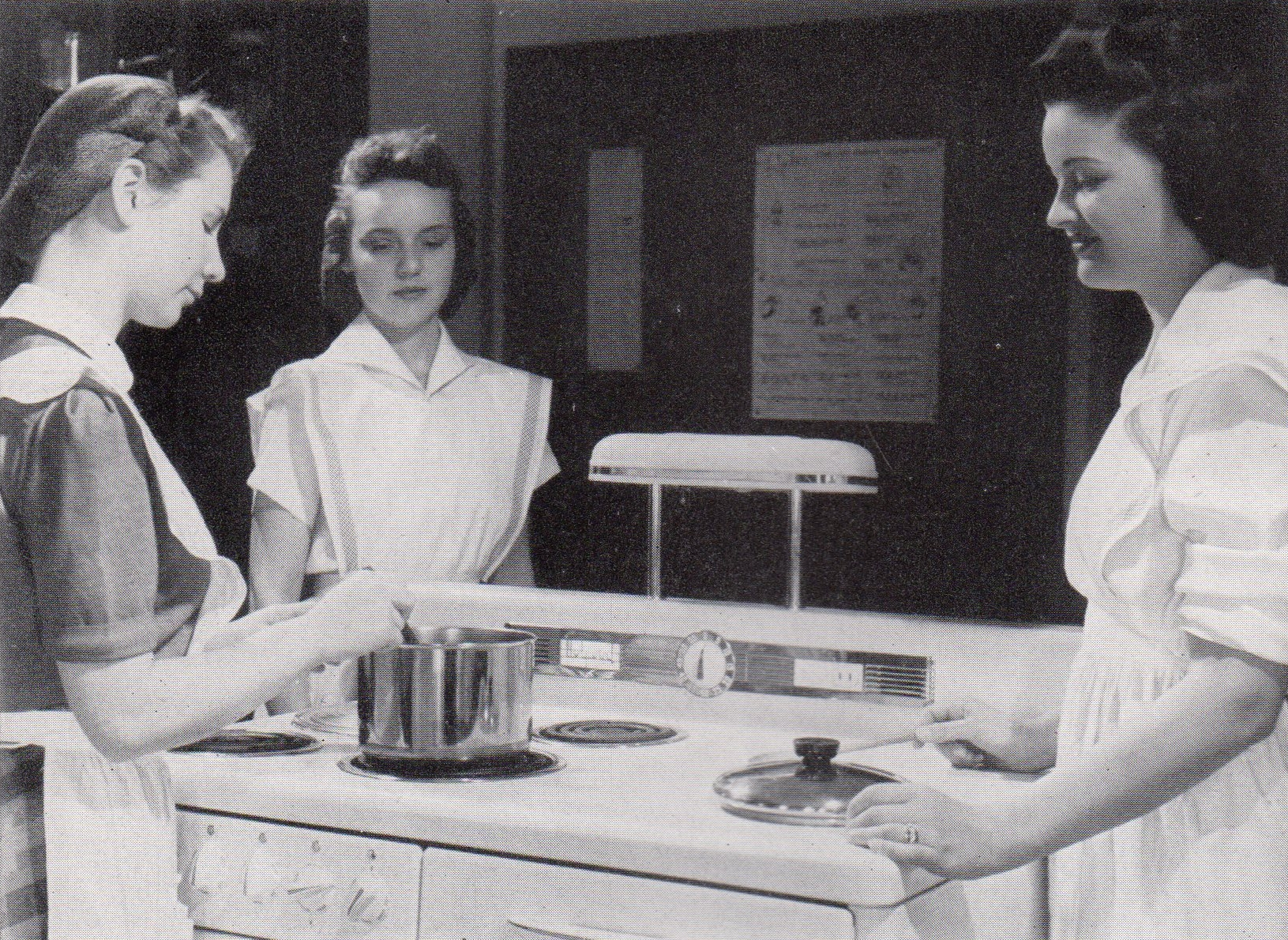

نظرية كولب التعليمية هي نظرية تعليمية تجريبية قدمها العالم ديفد كولب في كتابه "التعلم التجريبي": التجربة هي مصدر التعلم والتطور" الصادر عام 1984م، يقدم خلاله كولب نموذجاً للتطبيق العملي يرتكز على 3 محاور: بناء التعليم على أساس التجربة، وأهمية النشاط اثناء التعلم، وأن الذكاء هو نتيجة تفاعل بين المتعلم والبيئة.

## تقديم
أظهر كولب في البداية أنه يمكن رؤية أساليب التعلم على أنها سلسلة متصلة من:
1. التجربة المادية: الانغماس في تجربة جديدة.
2. الملاحظة: مراقبة وملاحظة تجربتك الجديدة.
3. تحديد المفاهيم المجردة: الوصول لنظريات تشرح الملاحظات.
4. التجريب العملي: استخدام النظريات في حل المشاكل واتخاذ القرارات.

تستخدم نظرية كولب ذات المراحل الأربعة نموذجاً ببعدين، وتستطيع أن تفكر في البعد الأول كما هو واضح في الشكل التالي، فهو بعد أفقي ويعتمد على المهمة، يبدأ في اليمين من مراقبة المهمة (الملاحظة) وينتهي في اليسار بأداء مهمة (الفعل أو الأداء)، بينما يمتد البعد الثاني شاقولياً، ويعتمد على التفكير والشعور حيث يكون الشعور في أعلى المحور (مشاعر مستجيبة) والتفكير في أسفل المحور (مشاعر متحكم بها).

## البعد العامودي

### كيفية الإدراك والإحساس والتفكير
الشعور أو الإحساس (التجربة المادية) - يدرك المعلومات:
يمثل هذا البعد طريقة تعليمية على أساس التجربة الحسية أي أنها تعتمد على
الأحكام الصادرة عن الشعور، فقد وجد المتعلمون عموماً أن الطرق النظرية غير مجدية
ولذلك فهم يفضلون معالجة كل حالة على انفراد.
ويتعلمون بشكل أفضل من خلال أمثلة معينة يمكنهم أن ينغمسوا بها، وذلك عن طريق
الاتصال مع النظائر وليس عن طريق المراجع، فالقراءات النظرية ليست مجدية دائماً،
بينما العمل مع المجموعة والتغذية الاسترجاعية من النظير تؤدي غالباً إلى النجاح.
التفكير (التعميم أو المفاهيم المجردة) _ يقارن كيف أنها تتناسب مع تجاربنا الخاصة:
ويميل هؤلاء الأفراد كثيراً للتكيف مع الأشياء والرموز في حين أن لديهم ميولا
ضعيفا نحو التكيف مع أشخاص آخرين، فهم يتعلمون بشكل أفضل من خلال المراجع
والحالات التعليمية غير الشخصية والتي تؤكد على النظرية والتحليل التنظيمي، كماأنهم قليلي الاستفادة من طرق «التعلم بالاكتشاف» غير المنظمة كالتمارين، وتساعد كل
من دراسات الحالة والقراءات النظرية وتمارين التفكير الانعكاسي هذا المتعلم.

## البعد الافقي
كيف نعالج؟ نتأمل ونفعل

المراقبة (الملاحظة المتأملة) – التأمل في كيف ستؤثر على بعض مظاهر حياتنا:
يعتمد هؤلاء الأفراد كثيراً على الملاحظة أثناء إصدار الأحكام، وهم
يفضلون الحالات التعليمية التي تأخذ شكل المحاضرات والتي تسمح للمراقبين
الموضوعيين وغير المتحيزين بأن يأخذوا أدوارهم. ويتصف هؤلاء الأفراد
بأنهم انطوائيون، لذا فإن المحاضرات تساعد هؤلاء المتعلمين (فهم بصريون
وسمعيون)، حيث ينظر فيها المتعلمون إلى المسهل الذي يعمل كمناظر ومرشد
معاً، ويحتاج هؤلاء المتعلمون لتقييم أدائهم وفقاً لمعايير خارجية.
الإنجاز (اختبار في حالة جديدة أو التجريب العملي) _ يفكر كيف تقدم لنا هذه المعلومات
طرقا جديدة للعمل بها:
يتعلم هؤلاء الأفراد بشكل أفضل عندما تمكنهم من الانشغال بأشياء كالمشاريع
والأعمال المنزلية أو المناقشات في مجموعة، فهم يكرهون الحالات التعليمية الخاملة
كالمحاضرات، حيث يميل هؤلاء الأشخاص ليكونوا متشوقين، فهم يرغبون بتجريب كل
شيء (سواء الحسي أو اللمسي). ويساعد كل من حل المشكلة، والمناقشات ضمن
مجموعة صغيرة، والتغذية الاسترجاعية من النظير، والواجبات الشخصية هؤلاء
المتعلمين. ويرغب هذا المتعلم برؤية كل شيء وتحديد معاييره الخاصة حول العلاقة بالموضوع.

## أنماط التعلم
وجد كولب أن "آلية الجمع ما بين الطريقة التي يدرك بها الناس والطريقة التي
يعالجون بها هي التي تكون الشكل المتوازن لنمط التعلم- وهو أكثر الطرق راحة
للتعلم". ورغم أن كولب قد فكر بهذه الأنماط على أنها سلسلة متصلة يمر بها الشخص
مع الوقت، إلا أن هناك أشخاصاً يفضلون ويعتمدون نمطا واحد دون البقية.وهذه هي الأنماط الأساسية التي ينبغي على المسهلين الانتباه إليها أثناء وضع الحالات
التعليمية:

### التواؤمي
لدى الناس أصحاب هذا النمط القدرة على التعلم من التجارب الشخصية بشكل أساسي،
فإذا كنت من أصحاب هذا النمط، فربما تستمتع في تنفيذ الخطط وإقحام نفسك في تجارب جديدة
تحمل التحدي، وربما يكون هدفك من ذلك هو الحصول على شعور الشجاعة أكثر من التحليل
المنطقي. وفي حل المشاكل، فأنت غالباً تعتمد على الناس كثيراً من أجل المعلومات أكثر من
اعتمادك على تحليلك التقني.
مثل التسويق و،(Action-oriented careers) هذا النمط هام لفعالية مهن الأفعال الموجهة
المبيعات، وفي حالات التعلم الرسمية ربما تفضل العمل مع الآخرين لتنفيذ المهام، وتحديد.
الأهداف، وأداء العمل، ولتجريب طرق مختلفة لإكمال المشاريع.
ويهتم هؤلاء الأشخاص بالسؤال "ماذا سيحدث لو قمت بهذا؟" وهم يخبرون أنفسهم ب"أنا
مصمم على القيام بأي شيء" أي أنهم متفوقون في التكيف مع ظروف حالية معينة، ويبحثون
عن معنى للتجربة التعليمية ويفكرون فيما يستطيعون القيام به، تماماً كما قام به أشخاص
سابقين. ويعتبر هؤلاء المتعلمون جيدون في الأمور المعقدة وقادرين على ملاحظة العلاقات بين
مظاهر النظام المتعددة، وهم يميلون لحل المشاكل بديهياً بالاعتماد على معلومات الآخرين، وهناك مجموعة متنوعة من الطرق التي تناسب هذا الأسلوب التعليمي، ولكن من المحتمل أن
يكون أي شيء يعزز الاكتشاف المستقل هو الأكثر تفضيلاً. والتواؤمي سهل التعامل مع
الأشخاص ولكنه أحياناً قليل الصبر.

#### الاستيعابي
الناس أصحاب هذا النمط هم الأفضل في فهم مدى عريض من المعلومات ووضعها في
نماذج منطقية مختصرة، فإذا كنت من أصحاب هذا النمط، فأنت ربما قلما تركز على الناس،
حيث انك تكون أكثر اهتماما بالمفاهيم والأفكار المجردة، عموماً الناس ذوي هذا النمط يجدون
أن للنظرية صلابة منطقية أكثر من القيمة العملية، ويعد هذا النمط هاماً من أجل فعالية
المعلومات والمهن العلمية. وفي حالات التعلم الرسمية ربما تفضل المحاضرات والقراءة،
واستكشاف النماذج التحليلية، وأن تأخذ وقتك للتفكير خلال الأشياء.
ويهتم هؤلاء الأشخاص بالإجابة عن السؤال«ماذا هنا لنعرفه؟» وهم يحبون الإلقاء الدقيق
والمنظم للمعلومات، ويميلون لاحترام معرفة الخبير، وتتركز نقاط قوتهم في قدرتهم على خلق
النماذج النظرية، فهم لا يكتشفون النظام بشكل عشوائي وإنما يرغبون بالحصول على الحل
الصحيح لمشكلتهم، وتتضمن الطرق التعليمية التي تناسب الاستيعابي ما يلي: طريقة المحاضرة
(أو العروض البصرية والسمعية) والمتبوعة بتوضيح أو سبر الموضوع في المخبر، وهذا كله
مع كتيب إرشادي مزود بالإجابات الوافية.

#### التقاربي
يعد الناس ذوي هذا النمط الأفضل في إيجاد استخدامات خاصة للأفكار
والنظريات، فإذا كان هذا هو النمط المفضل لديك فستكون لديك القدرة على حل المشاكل و
صناعة القرارت معتمدا على إيجاد الحلول للأسئلة والمشاكل، وتفضل معالجة المهام والمشاكل
التقنية أكثر من القضايا الاجتماعية والشخصية، وتعد مهارة التعلم هذه هامة من أجل المهن
التقنية التخصصية. وفي حالات التعلم الرسمية فأنت تفضل التجريب باستخدام الأفكار الجديدة، المهام المخبرية والتطبيقات العملية.ويهتم هؤلاء الأشخاص باكتشاف كيفية حدوث الحالة، فهم يسألون"كيف يمكنني تطبيق
هذا عملياً؟". ويتزايد التطبيق والاستفادة من المعلومات عن طريق فهم معلومات تفصيلية حول
عمل النظام، وتكمن القوة العظمى للذرائعيين بالتطبيق العملي للفكرة، وتتضمن الطرق
التعليمية المناسبة للتقاربي ما يلي:
- التعلم التفاعلي وليس الخامل،
- التعلم باستخدام الحاسب،
- تقديم مجموعة من المشكلات أو الكتب للطلاب لاكتشافها.

##### التباعدي
الناس ذوو هذا النمط هم أفضل في رؤية الحالات المجردة من زوايا نظر مختلفة
وكثيرة، واقترابهم من أي حالة يكون للمراقبة أكثر من التطبيق (الفعل)، إذا كنت من أصحاب
هذا النمط ربما ستكون مستمتعاً في الحالات التي تستدعي توليد الكثير من الأفكار مثل جلسات
العصف الذهني.
من المحتمل أنه لديك اهتمامات ثقافية واسعة، وتحب جمع المعلومات، وتعد هذه القدرة
التخيلية والحساسية العالية للمشاعر ضرورية من أجل فعالية الأعمال الفنية، والمهن الخدمية.
وفي حالات التعلم الرسمية ربما تفضل العمل في مجموعة لجمع المعلومات، للاستماع بذهن
مفتوح، ولاستقبال التغذية الراجعة الشخصية.
فهم يرغبون بمعرفة السبب من، (why) ويهتم هؤلاء الأشخاص باكتشاف سبب الحالة
خلال معلومات مادية معينة وباكتشاف ما يجب أن يقدمه النظام، ويفضلون أن يأخذوا
المعلومات التي تقدم إليهم بطريقة تفصيلية، تنظيمية وبأسلوب منطقي، فهم بحاجة للوقت من
أجل التفكير بالموضوع، وتكمن نقاط قوتهم بالقدرة على التخيل، وتتضمن الطرق التعليمية
المناسبة للتباعديين ما يلي:
1. طريقة المحاضرة التي تركز على أشياء معينة كنقاط القوة والضعف واستخدامات النظام؛
2. واكتشاف النظام يدوياً.